# 알파인 전자
알파인전자 주식회사(영어: Alpine Electronics lnc., 일본어: アルパイン株式会社)은 일본의 전자제품 제조업체이다. 알프스 전기 주식회사의 자회사이다.